# دهستان آواجیق جنوبی
دهستان آواجیق جنوبی نام دهستانی در بخش دشتک شهرستان چالدران، استان آذربایجان غربی در ایران است.
براساس سرشماری مرکز آمار ایران در سال ۱۳۹۵، جمعیت این دهستان برابر با ۲٬۹۳۲ نفر (۸۱۷ خانوار) بوده‌است. 